# Chaos and Creation at Abbey Road
Chaos and Creation at Abbey Road war ein Konzert, das Paul McCartney am 28. Juli 2005 im Abbey Road Studio 2 gab, wo viele der Beatles-Aufnahmen stattgefunden hatten. Das Konzert war Teil der Promotion des Albums Chaos and Creation in the Backyard, an dem McCartney seit 2003 arbeitete und das im September 2005 erschien.
Der Film wurde im Vereinigten Königreich am 17. Dezember 2005 auf BBC Two und in den Vereinigten Staaten am 27. Februar 2006 auf PBS erstmals gezeigt.
Das Konzertpublikum bestand aus wenigen ausgewählten Studiogästen. McCartney spielte Stücke des neuen Albums, aber auch Songs der Beatles und Rock’n’Roll-Klassiker. Zwischen den Musiktiteln erläuterte McCartney die Songs und alte Aufnahmetechniken, wobei er fast alle Instrumente selbst spielte, darunter Gitarren für Rechts- und Linkshänder, Bass, Schlagzeug, Harmonium, Mellotron und Weingläser.

## Titelfolge
Alle Stücke wurden – wenn nicht anders angegeben – von Paul McCartney geschrieben.
- Friends to Go
- How Kind of You
- Band on the Run – Wings, vom Album Band on the Run, 1973
- In Spite of All the Danger (McCartney/Harrison) – The Quarrymen, 1958
- Twenty Flight Rock (Cochran) – Eddie Cochran, aus dem Film The Girl Can’t Help It, 1956
- Lady Madonna (Lennon/McCartney) – The Beatles, 1968
- English Tea
- Heartbreak Hotel (Durden/Axton/Presley) – Elvis Presley, 1956
- Jenny Wren
- I’ve Got a Feeling (Lennon/McCartney) – The Beatles, vom Album Let It Be, 1970
- Blackbird (Lennon/McCartney) – The Beatles, vom Album The Beatles, 1968
- That’s All for Now – hier demonstrierte McCartney die Entstehung und Aufnahme eines Songs im Vierspurverfahren
- Blue Suede Shoes (Perkins) – Carl Perkins, 1956